# Paweł Jaroszyński
Paweł Kamil Jaroszyński (Lublino, 2 ottobre 1994) è un calciatore polacco, di ruolo difensore, svincolato.

## Carriera

### Club

#### Gli inizi: Cracovia e Chievo
Comincia a giocare in patria nel KS Cracovia all'età di 19 anni nel 2013, per poi trasferirsi a titolo definitivo il 18 luglio 2017 al Chievo, con cui firma un contratto quadriennale.
Debutta con il club clivense nel derby cittadino, disputatosi il 29 novembre 2017 in Coppa Italia, contro il Verona. La gara termina 5-6 dopo i calci di rigore (1-1 il risultato al termine dei supplementari), con Jarsoszyński che gioca 101 minuti prima di venire sostituito da Massimo Gobbi nei supplementari. Esordisce invece in Serie A la settimana stessa (precisamente il 3 dicembre) nella gara persa per 5-0 contro l'Inter a San Siro, questa volta sostituendo Gobbi all'87º minuto.

#### Genoa e prestiti a Salernitana e Pescara
Il 22 giugno 2019 si trasferisce per 4 milioni di euro al Genoa, che, il successivo 7 agosto lo gira poi in prestito alla Salernitana. L'11 agosto seguente debutta ufficialmente in maglia granata, in occasione di una gara vinta per 3-1 contro il Catanzaro valida per il primo turno di Coppa Italia. Il successivo 24 agosto sigla il proprio debutto in campionato, servendo l'assist del momentaneo 1-0 nel successo casalingo contro il Pescara. Impiegato principalmente come titolare, termina la stagione collezionando 34 presenze.
Il 22 settembre 2020 viene ceduto nuovamente in prestito in cadetteria, questa volta al Pescara. Debutta con il club quattro giorni dopo, in un pareggio a reti bianche contro il Chievo. Gioca solo metà stagione al delfino sotto la guida, prima del campione del mondo Massimo Oddo, e poi successivamente di Roberto Breda, totalizzando 17 presenze. 

#### Ritorni alla Salernitana e al Cracovia
Il 1º febbraio 2021 fa ritorno alla Salernitana, in quel momento sotto la gestione di Fabrizio Castori. Torna a vestire la maglia degli Ippocampi cinque giorni dopo la firma, in un match casalingo contro il Chievo. Dopo avere raggiunto la promozione in Serie A con il club granata, il 17 luglio seguente il prestito viene esteso per un'altra stagione, questa volta con obbligo di riscatto. Rimane ai granata anche per la stagione 2021-2022, totalizzando 13 presenze.
Il 31 agosto 2022 fa ritorno al KS Cracovia con la formula del prestito. Torna a vestire la maglia del club polacco il successivo 3 settembre, in occasione di una vittoria contro il Raków Częstochowa. Durante la sua prima annata, il giocatore si ritrova ad essere impiegato come titolare, disputando in totale 22 gare. Il 30 giugno 2023, date le buone prestazioni fornite, viene ufficialmente riscattato dalla compagine polacca. Inizia la successiva stagione debuttando contro lo Stal Mielec, mettendo a segno la sua prima rete stagionale. Il 10 febbraio 2024 contribuisce con una doppietta al rocambolesco successo contro il Radomiak Radom. Termina la sua seconda stagione al club mettendo a referto 21 presenze e 4 reti.  

#### Secondo ritorno alla Salernitana
Il 30 agosto 2024, nell'ultimo giorno di calciomercato, fa ritorno per la seconda volta alla Salernitana, con cui sottoscrive un contratto annuale fino al 30 giugno 2025. Fa il suo secondo debutto con la maglia dei granata il seguente 25 settembre, in occasione di un match di Coppa Italia contro l'Udinese. Il 6 ottobre è la volta del suo esordio in campionato, in una gara esterna contro il Palermo. Il polacco termina la stagione con 13 presenze totali e con i granata retrocessi in Serie C.

### Nazionale
Ha giocato nella nazionale polacca Under-20.
Con la maglia della nazionale Under-21 è stato convocato per gli Europei di categoria nel 2017, dove ha giocato tutte e tre le partite della fase a gironi.
Dopo una serie di ottime prestazioni con la casacca gialloblu, il 17 marzo viene convocato per disputare due amichevoli con la nazionale maggiore.

## Statistiche

### Presenze e reti nei club
Statistiche aggiornate al 1º maggio 2025.
| Stagione           | Squadra            | Campionato         | Campionato | Campionato | Coppe nazionali | Coppe nazionali | Coppe nazionali | Coppe continentali | Coppe continentali | Coppe continentali | Altre coppe | Altre coppe | Altre coppe | Totale | Totale |
| Stagione           | Squadra            | Comp               | Pres       | Reti       | Comp            | Pres            | Reti            | Comp               | Pres               | Reti               | Comp        | Pres        | Reti        | Pres   | Reti   |
| ------------------ | ------------------ | ------------------ | ---------- | ---------- | --------------- | --------------- | --------------- | ------------------ | ------------------ | ------------------ | ----------- | ----------- | ----------- | ------ | ------ |
| 2013-2014          | KS Cracovia        | E                  | 13         | 0          | CP              | 0               | 0               | -                  | -                  | -                  | -           | -           | -           | 13     | 0      |
| 2014-2015          | KS Cracovia        | E                  | 15         | 0          | CP              | 3               | 0               | -                  | -                  | -                  | -           | -           | -           | 18     | 0      |
| 2015-2016          | KS Cracovia        | E                  | 22         | 1          | CP              | 2               | 0               | -                  | -                  | -                  | -           | -           | -           | 24     | 1      |
| 2016-2017          | KS Cracovia        | E                  | 12         | 0          | CP              | 0               | 0               | -                  | -                  | -                  | -           | -           | -           | 12     | 0      |
| 2017-2018          | Chievo             | A                  | 11         | 0          | CI              | 1               | 0               | -                  | -                  | -                  | -           | -           | -           | 12     | 0      |
| 2018-2019          | Chievo             | A                  | 19         | 0          | CI              | 1               | 0               | -                  | -                  | -                  | -           | -           | -           | 20     | 0      |
| Totale Chievo      | Totale Chievo      | Totale Chievo      | 30         | 0          |                 | 2               | 0               |                    | -                  | -                  |             | -           | -           | 32     | 0      |
| 2019-2020          | Salernitana        | B                  | 32         | 0          | CI              | 2               | 0               | -                  | -                  | -                  | -           | -           | -           | 34     | 0      |
| 2020-gen. 2021     | Pescara            | B                  | 16         | 0          | CI              | 1               | 0               | -                  | -                  | -                  | -           | -           | -           | 17     | 0      |
| gen.-giu. 2021     | Salernitana        | B                  | 16         | 0          | CI              | 0               | 0               | -                  | -                  | -                  | -           | -           | -           | 16     | 0      |
| 2021-2022          | Salernitana        | A                  | 13         | 0          | CI              | 1               | 0               | -                  | -                  | -                  | -           | -           | -           | 14     | 0      |
| 2022-2023          | KS Cracovia        | E                  | 21         | 0          | CP              | 1               | 0               | -                  | -                  | -                  | -           | -           | -           | 22     | 0      |
| 2023-2024          | KS Cracovia        | E                  | 20         | 3          | CP              | 1               | 1               | -                  | -                  | -                  | -           | -           | -           | 21     | 4      |
| ago. 2024          | KS Cracovia        | E                  | 1          | 0          | CP              | -               | -               | -                  | -                  | -                  | -           | -           | -           | 1      | 0      |
| Totale KS Cracovia | Totale KS Cracovia | Totale KS Cracovia | 104        | 4          |                 | 7               | 1               |                    | -                  | -                  |             | -           | -           | 111    | 5      |
| 2024-2025          | Salernitana        | B                  | 12         | 0          | CI              | 1               | 0               | -                  | -                  | -                  | -           | -           | -           | 13     | 0      |
| Totale Salernitana | Totale Salernitana | Totale Salernitana | 73         | 0          |                 | 4               | 0               |                    | -                  | -                  |             | -           | -           | 77     | 0      |
| Totale carriera    | Totale carriera    | Totale carriera    | 223        | 4          |                 | 14              | 1               |                    | -                  | -                  |             | -           | -           | 237    | 5      |